# ویلیام سی. پرستون
ویلیام سی. پرستون (به انگلیسی: William Campbell Preston) سناتور سابق عضو حزب ویگ بود. وی در سال ۱۸۳۳ تا ۱۸۴۲ میلادی سناتور ایالت کارولینای جنوبی در سنای ایالات متحده آمریکا بود.